# Замок Лош

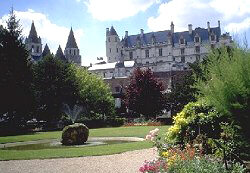
Замок Лош

Королевский Замок Лош (фр. Château de Loches) расположен во французском департаменте Эндр и Луара в долине Луары, возвышается над рекой Эндр, начало строительства — IX век. Самый древний сохранившийся донжон во Франции, отличается своей массивностью и четырёхугольной формой, построен Фульком Нерра в XI веке.

## История
Донжон замка Лош является древнейшим из всех сохранившихся до нашего времени средневековых донжонов Франции. Строительство на этом месте было начато ещё в IX столетии, тогда была построена лишь деревянная башня, оберегающая прилегающее к ней селение и связанная с ним проложенными в скалах подземными туннелями.
Эти земли принадлежали Анжуйскому графу Фульку I Рыжему, но история крепости Лош начинается с того момента, когда графом стал его преемник, Фульк Нерра, жестокий завоеватель, всю жизнь сражавшийся за соседние земли с семейством де Блуа. Фульк Нерра распорядился построить на этом месте квадратную крепость из камня. Постоянные войны вынудили Фулька возвести с десяток крепостей на своих землях для защиты от захватчиков.
Строительство донжона начато в 1005 году и велось примерно до 1070 года. При сравнительно скромных размерах (25 на 15 метров) и 38-метровой высоте, донжон был практически неприступен, так как толщина его стен достигала трёх метров. Как и полагалось, в стенах были выдолблены бойницы, а наверху располагались машикули, позволяющие обороняющимся окатывать врага градом метательных снарядов.
Фульк Нерра умер в 1040 году и был с почестями похоронен здесь же, в замке Лош.

### С XII века
Дело графа продолжил его преемник, Жоффруа Мартель д’Анжу, граф Анжу, Тура и Мэна с 1129 года, которому в конце концов удалось разгромить графов де Блуа в Сен-Мартен-ле-Бо, что позволило Анжуйскому семейству спокойно обустроиться в замке Лош. Вокруг донжона вырастали новые укрепления, на эти земли больше никто не нападал. Перемены произошли после того, как последний из семейства Фульков женился на дочери короля Англии — их сын, Генрих Плантагенет, впоследствии взошедший на английский престол (1154), был вынужден выступить против французского монарха Филиппа Августа, захватившего большую часть земель Плантагенетов.
После смерти Генриха II Плантагенета его сын, Ричард, отправился на Святую землю в Третий крестовый поход, но по возвращении был пленён императором Священной Римской империи Генрихом VI, что позволило Филиппу Августу получить от брата Ричарда, Жана Безземельного, множество поместий Плантагенетов, в число которых входил и Лош. Обретшему свободу Ричарду Львиное Сердце в 1195 году понадобилось всего лишь 3 часа, чтобы вернуть себе Лош. Четыре года спустя Ричард умер в Шиноне, а его законного наследника Артура подло убил Жан Безземельный, продолжавший воевать с Филиппом Августом. В 1205 году, после года осады, замок Лош снова перешёл во владение французского монарха, который сделал его государственной тюрьмой.

### XV век: Жанна д’Арк и Агнес Сорель

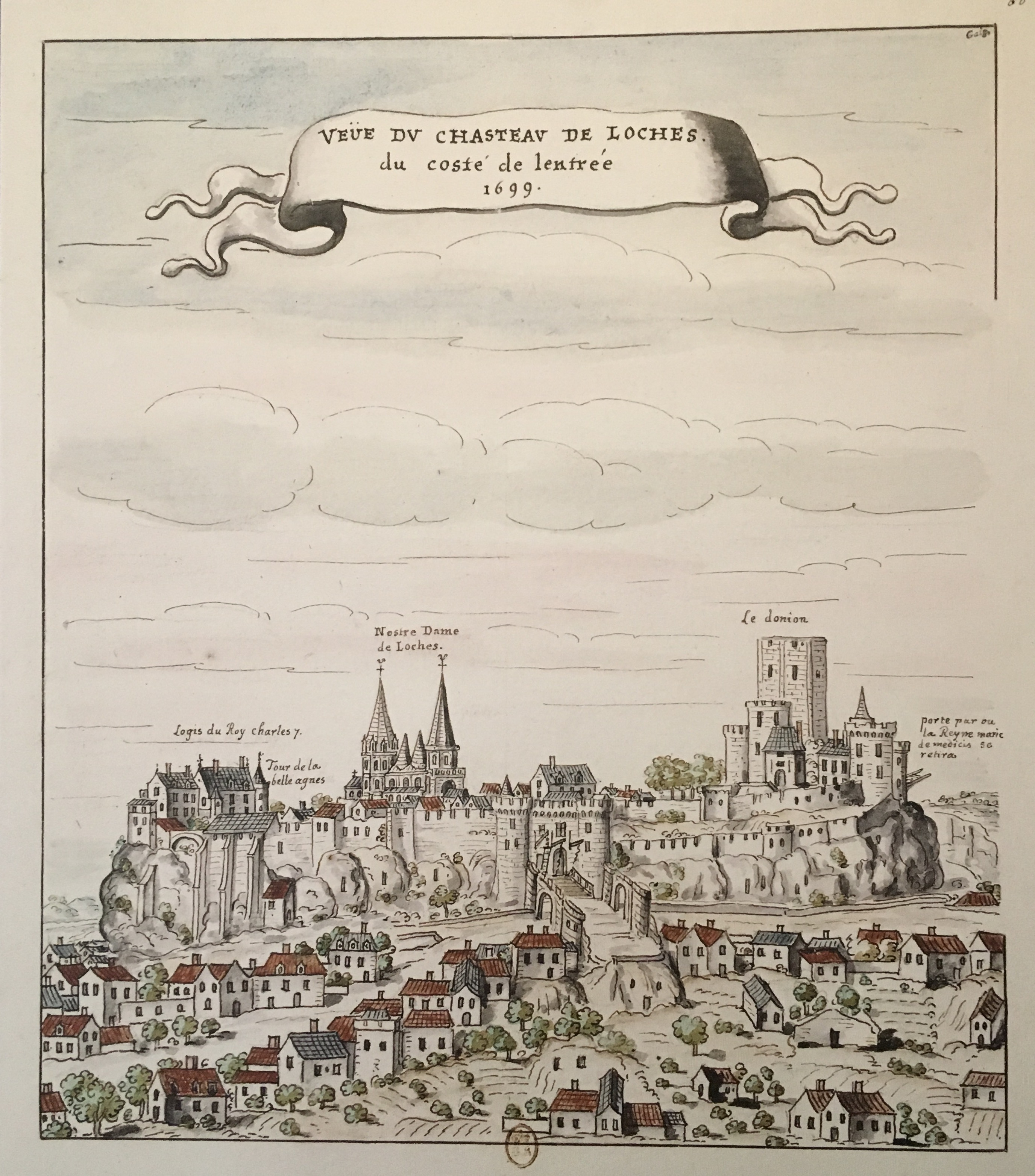
Замок Лош в 1699 году

После взятия Лоша, Филипп Август начал восстанавливать и укреплять то, что осталось от крепости, а впоследствии в северной части замка был отстроен Старый жилой корпус с башнями и дозорным поясом, ставший знаковым местом после взятия Орлеана в июне 1429 года — именно здесь Жанна д’Арк убедила дофина Карла короноваться на французский престол в Реймсе.
Вскоре после этого в замке поселилась Агнес Сорель, «Прекрасная дама», ставшая в 1444 году первой фавориткой короля Карла VII. Агнес славилась благотворительностью и любовью к роскоши, что отражалось на состоянии королевской казны. В 1450 году, чувствуя близящуюся смерть, Агнес Сорель попросила похоронить её в любимой церкви Нотр-Дам де Лош, известной сегодня под названием Сен-Ур, которой она завещала 2 тысячи золотых экю. Через некоторое время после похорон Агнес Сорель церковники обратились в дофину Людовику XI с просьбой перенести останки общепризнанной грешницы из церкви в замок, но после намёка Людовика о том, что в таком случае завещанное золото «переедет» вместе с Агнес, монахи Капитула окончательно уверились в безгрешности «Прекрасной дамы».
Прах фаворитки покоился вплоть до Революции, когда солдаты батальонов Эндры, принявшие могилу Агнес за могилу святой, разбили её алебастровую статую, осквернили могилу и развеяли останки. Кроме того, восставшие почти полностью разрушили Старый жилой корпус, капеллу Анны, тюремные камеры и саму церковь Нотр-Дам. Позднее останки «Прекрасной дамы» были перенесены в один из залов восстановленного Старого корпуса, над новой гробницей разместили копию старой алебастровой статуи.
В XV столетии к Старому жилому корпусу пристроили несколько помещений, Новую башню и караульную башню Мартелло. В то время в состав королевских апартаментов входила башня и крепостная стена XIII века, ансамбль строений со сторожевой башней XIV века и охотничий павильон XV века, построенный примерно тогда же, когда и донжон, ведущий к воротам Корделье и к башне Св. Антония. В новом крыле расположилась капелла Анны Бретанской, жены двух монархов (сначала Карла VIII, затем Людовика XII).

### Тюремные пленники
За время существования тюрьмы здесь побывало немало высокопоставленных заключённых. Например, пленником Лоша был знаменитый историк Филипп де Коммин, предавший юного наследника Людовика XI короля Карла VIII и вставший на сторону группы заговорщиков, но впоследствии помилованный.
В башне Мартелло сидел пленённый в битве при Новаре герцог Миланский — Лодовико Сфорца (Моро). В знак уважения к знатному происхождению пленника Людовик XII выделил ему камеру с мебелью и камином, а также предоставил некоторые «удобства», такие, например, как общество шута и магистров. О пребывании здесь Моро напоминают расписанные им стены и вытянутый потолок камеры, украшенный изображением геральдического шлема, змей и звёзд, а также несколько настенных надписей.
Другими «гостями» Лоша были епископы Пюи и Отэна, Антуан де Шабанн и Жак Гюро, принимавшие участие в заговоре против Франциска I. За время заточения церковники изготовили небольшой резной алтарь и настенный полиптих с изображением Страстей Господних.
С подземельем замка связана легенда: будто бы в своё время владелец замка Понбрийан, наслушавшись рассказов о загадочных подземных комнатах и пещерах под Лошем (где когда-то добывали горную породу), распорядился взломать несколько старинных замурованных дверей. Пройдя через множество прорытых в скале галерей, Понбрийан оказался в тупике перед закрытой комнатой. Открыв дверь, он вначале резко отпрянул, увидев человека высокого роста, в сидячей позе, охватившего руками голову, но так как тот не двигался, владелец замка подошёл поближе и увидел, что это был труп, превратившийся в мумию благодаря сухому воздуху тюремной камеры. Через несколько мгновений ветер, ворвавшийся снаружи, моментально обратил его в прах. Кроме загадочной мумии, Понбрийан обнаружил также небольшой сундучок, в котором лежала аккуратно сложенная одежда. По легенде кости таинственного пленника хранятся в церкви Нотр-Дам.

### Современное состояние
Сегодня некоторые подземные помещения замка открыты для посещений — самым запоминающимся из них является камера пыток, оборудованная Карлом VII в XV столетии, в которой всё ещё хранятся кандалы, с помощью которых крепились лодыжки пленников при четвертовании. Также можно увидеть копию знаменитой клетки Людовика XI, в которой епископ Балю прожил долгих 11 лет.
В донжон замка можно попасть только через узкую башенку с амбразурами, находящуюся на трёхметровой высоте. По всей видимости, раньше здесь была специальная приставная лестница, позволяющая подняться в башню. У входа начинается каменная винтовая лестница, преодолев 150 ступеней которой можно попасть на крышу донжона, с которой просматривается вся территория крепости. С террасы можно полюбоваться видом на крепость и долину реки Эндры. Только отсюда можно увидеть, что двухкилометровые стены на самом деле охраняют настоящий небольшой городок — со своими улицами, домами, дворцом и церковью, и различить древнюю часть замка от более поздней. Древняя и более высокая часть была возведена в эпоху войн, поэтому в стену встроены четыре дозорные башенки, объединённые общим путём у основания крыши. В Новом корпусе видны черты эпохи Ренессанса.
Крупномасштабные восстановительные работы были начаты лишь в 1806 году, а в 1861 году замок Лош был причислен французским Министерством культуры к числу значимых памятников истории Франции и занесён в государственный перечень исторических памятников (1861).